# Convertidor de temps a digital

Etapa d'entrada esquemàtica TDC. Time to Digital Converter introdueix esquemes que destaquen les diferents etapes

En instrumentació electrònica i processament de senyals, un convertidor de temps a digital (TDC) és un dispositiu per reconèixer els esdeveniments i proporcionar una representació digital del moment en què es van produir. Per exemple, un TDC pot emetre l'hora d'arribada de cada pols entrant. Algunes aplicacions volen mesurar l'interval de temps entre dos esdeveniments en lloc d'alguna noció d'un temps absolut.
En electrònica, els convertidors de temps a digital (TDC) o els digitalitzadors de temps són dispositius que s'utilitzen habitualment per mesurar un interval de temps i convertir-lo en sortida digital (binari). En alguns casos els TDC d'interpolació també s'anomenen comptadors de temps (TC).
Els TDC s'utilitzen per determinar l'interval de temps entre dos polsos de senyal (conegut com a pols d'inici i de parada). La mesura s'inicia i s'atura quan el front ascendent o descendent d'un pols de senyal creua un llindar establert. Aquest patró s'observa en molts experiments físics, com ara les mesures del temps de vol i de la vida útil en física atòmica i d'alta energia, experiments que impliquen abast làser i investigació electrònica que impliquen proves de circuits integrats i transferència de dades d'alta velocitat.

## Aplicació
Els TDC s'utilitzen en aplicacions on els esdeveniments de mesura es produeixen amb poca freqüència, com ara experiments de física d'alta energia, on el gran nombre de canals de dades a la majoria de detectors garanteix que cada canal només serà excitat amb poca freqüència per partícules com electrons, fotons i ions.